# Henk Kuijpers
Henk Kuijpers   (Haarlem, 10 de desembre de 1946), és un dibuixant i guionista de còmics neerlandès, conegut sobretot per la saga d'aventures Franka, protagonitzada per una jove i atractiva detectiu que resol misteris en llocs exòtics.
L'estil gràfic de Kuijpers, meticulós i ple de detalls, s'ha identificat amb la línia clara franco-belga.

## Premis
El 1990 va rebre el premi Stripschap.